# Kristian Sæverås
Kristian Sæverås (født 22. juni 1996 i Oslo) er en norsk håndboldspiller, som spiller i Aalborg Håndbold og på Norges herrehåndboldlandshold.